# Cyathea procera
Cyathea procera es una especie de helecho arbóreo nativo de Nueva Guinea, y de Guyana, donde crece en canopios boscosos primarios y secundarios, a altitudes de 1500-2500 m s. n. m.; tronco erecto, usualmente de 10-15 m de altura (puede llegar a 20). Frondas bipinnada o tripinnada, de a 6, y de 2-3,5 m o más de longitud. El raquis tiene colores de pardo a purpúreo y se cubre de verrugas y de escamas. Los soros están entre las fértiles pinulas, y bordes de las láminas, o justo al lado de las venas; y luego son cubiertas por las indusias. C. procera es una especie variable, especialmente en términos de forma de las pínulas y su grado de disección.
Alsophila es una sección en el subgénero Cyathea.